# 강재순 (축구인)
강재순(한국 한자: 姜才淳, 1964년 12월 15일 ~ )은 대한민국의 전 축구 선수이자 현 축구 감독이다. 현재 WK리그 화천 KSPO의 감독을 맡고 있다.
현대 호랑이 (현 울산 현대 축구단)에서 선수로 활동하였으며 1989 시즌 K리그 베스트 11에 선정되었다. K리그 통산(정규리그와 리그컵 포함) 196경기 출장, 28득점, 21도움의 기록을 남겼다.
또한 1983년 FIFA 세계 청소년 축구 선수권 대회 당시 대한민국 U-20 축구 국가대표팀의 일원으로 참가해 팀이 4강에 진출하는 데 공헌하였다.
은퇴 이후 충남 일화 천마의 감독을 거쳐 2011년부터 화천 KSPO 여자 축구단의 감독을 맡고 있다.